# Genève (kanton)

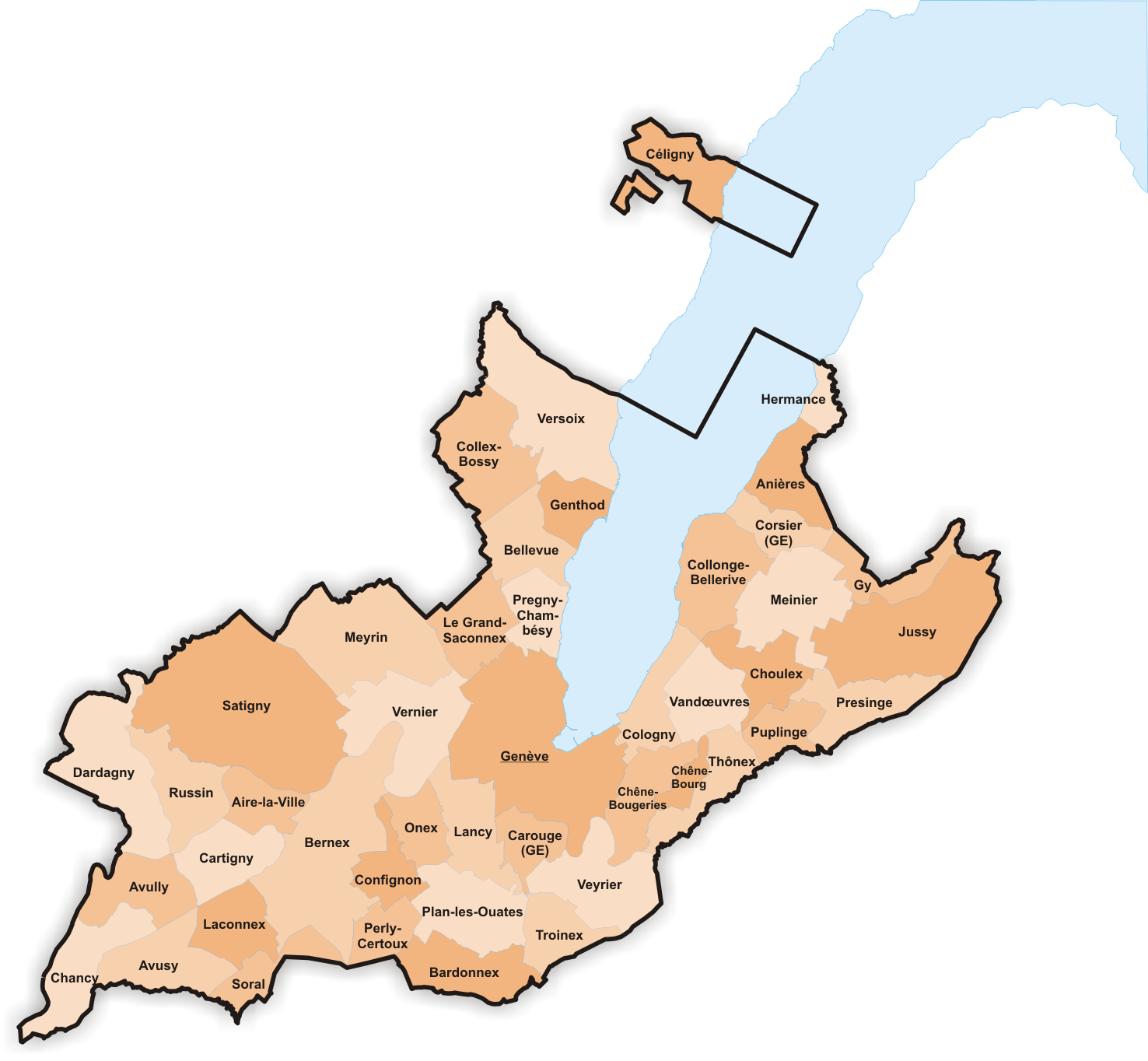
Karta över kantonen Genèves kommuner.

Genève (tyska: Genf lyssna (fil)) är en kanton i sydvästra Schweiz. Kantonens officiella namn är République et canton de Genève.

## Historia
Staden Genève uppkom redan under romersk tid. Genève blev under 400-talet Burgunds huvudstad, men efter det burgundiska rikets sammanbrott blev det 1032 en del av det tysk-romerska riket och kom 1156 under furstbiskopen av Genève. Efter den protestantiska reformationen fick staden riksfrihet 1533 och räknades sedan dess som en självständig stadsrepublik. Genève slöt 1526–1536 och 1584 förbund med det schweiziska edsförbundet.
Inspirerad av den franska revolutionen gjorde medelklassen uppror 1793 och året därpå infördes en demokratisk konstitution. Frankrike annekterade 1798 stadsrepubliken och gjorde den och dess omgivande landsbygd till ett departement, som kom att kallas Léman. Sedan Napoleon I besegrats återvann republiken Genève sin självständighet, året därpå blev staden schweizisk och huvudstad i den nybildade kantonen med samma namn.

## Geografi
Kantonen Genève ligger vid Genèvesjöns södra ände och är i princip innesluten av Frankrike, med ett undantag för en kort gräns mot kantonen Vaud i norr. En stor del av kantonens yta är bebyggd.
Genève utgörs av ett mestadels kulligt landskap, inramat av Jurabergen i väster och Alperna i öster. Genom kantonen flyter floden Rhône. Huvudort är staden Genève.

### Indelning
Genève är indelat i 45 kommuner:
| - Aire-la-Ville - Anières - Avully - Avusy - Bardonnex - Bellevue - Bernex - Carouge - Cartigny - Céligny - Chancy - Chêne-Bougeries - Chêne-Bourg - Choulex - Collex-Bossy | - Collonge-Bellerive - Cologny - Confignon - Corsier - Dardagny - Genève - Genthod - Gy - Hermance - Jussy - Laconnex - Lancy - Le Grand-Saconnex - Meinier - Meyrin | - Onex - Perly-Certoux - Plan-les-Ouates - Pregny-Chambésy - Presinge - Puplinge - Russin - Satigny - Soral - Thônex - Troinex - Vandœuvres - Vernier - Versoix - Veyrier |

## Ekonomi
Kantonens jordbruk består främst av grönsaks-, frukt- och vinodling, men man producerar även spannmål. Tjänstesektorn dominerar inom näringslivet och sysselsätter omkring 3/4 av alla anställda. Många av dessa är verksamma inom turism, finansväsen och internationella organisationer. Ur, maskiner och livsmedel är produkter som industrin i Genève producerar.

## Demografi
Kantonen Genève hade 506 343 invånare (2020). Majoriteten av befolkningen är fransktalande.
| Talade språk i Genève (2019)                               | Talade språk i Genève (2019) | Talade språk i Genève (2019) | Talade språk i Genève (2019) | Talade språk i Genève (2019) |
| ---------------------------------------------------------- | ---------------------------- | ---------------------------- | ---------------------------- | ---------------------------- |
|                                                            |                              |                              |                              |                              |
|                                                            |                              |                              |                              |                              |
| Tyska                                                      | Tyska                        |                              | 3,6 %                        | 3,6 %                        |
| Franska                                                    | Franska                      |                              | 79,7 %                       | 79,7 %                       |
| Italienska                                                 | Italienska                   |                              | 5,5 %                        | 5,5 %                        |
| Engelska                                                   | Engelska                     |                              | 10,4 %                       | 10,4 %                       |
| Övriga                                                     | Övriga                       |                              | 29,6 %                       | 29,6 %                       |
| Möjlighet fanns att välja upp till tre stycken huvudspråk. |                              |                              |                              |                              |